# ألعاب أطفال
ألعاب أطفال هي لوحة زيتية رسمها بيتر بروخل الأكبر في عام 1560، اللوحة حالياً ضمن مقتنيات متحف تاريخ الفنون في فيينا.